# Hydraena cephalleniaca
Hydraena cephalleniaca är en skalbaggsart som beskrevs av Manfred A. Jäch 1985. Hydraena cephalleniaca ingår i släktet Hydraena och familjen vattenbrynsbaggar. Inga underarter finns listade i Catalogue of Life.